# Катраиха
Катраиха — деревня в Суздальском районе Владимирской области России, входит в состав Боголюбовского сельского поселения.

## География
Деревня расположена в 7 км на северо-восток от центра поселения посёлка Боголюбово и в 11 км на северо-восток от Владимира.

## История
В конце XIX — начале XX века деревня входила в состав Давыдовской волости Владимирского уезда. В 1859 году в деревне числилось 14 дворов, в 1905 году — 40 дворов, в 1926 году — 43 хозяйств.
С 1929 года село входило в состав Добрынского сельсовета Владимирского района, с 1960 года — в составе Лемешенского сельсовета, с 1965 года — в составе Суздальского района, с 2005 года — в составе Боголюбовского сельского поселения.

## Население
| 1859 | 1905 | 1926 |
| ---- | ---- | ---- |
| 108  | 219  | 168  |

| 1859 | 1905 | 1926 | 2002 | 2010 | 2021 |
| ---- | ---- | ---- | ---- | ---- | ---- |
| 108  | ↗219 | ↘168 | ↘1   | ↘0   | ↗7   |